# Senat (Gabon)
Senat (fr. Sénat) – izba wyższa parlamentu Gabonu, złożona ze 102 członków wybieranych w wyborach pośrednich na sześcioletnią kadencję. Każdej z dziewięciu gabońskich prowincji przypisanych jest od 4 do 18 mandatów w Senacie. W każdej z nich senatorów wybierają zgromadzenia złożone ze wszystkich członków ciał kolegialnych władz lokalnych, zarówno szczebla gminnego, jak i departamentalnego. Kandydaci muszą posiadać obywatelstwo Gabonu i mieć ukończone 40 lat. 